# Fredensborg (barco negrero)
El Fredensborg era una fragata construida en Copenhague en 1753. Originalmente fue nombrada Cron Prindz Christian en honor al príncipe heredero, el futuro rey Christian VII de Dinamarca y Noruega, y fue acondicionada como barco de esclavos. Después de una temporada inicialmente infructuosa en el comercio triangular, su área operativa se limitó al Caribe, donde navegó como comerciante hasta 1756.

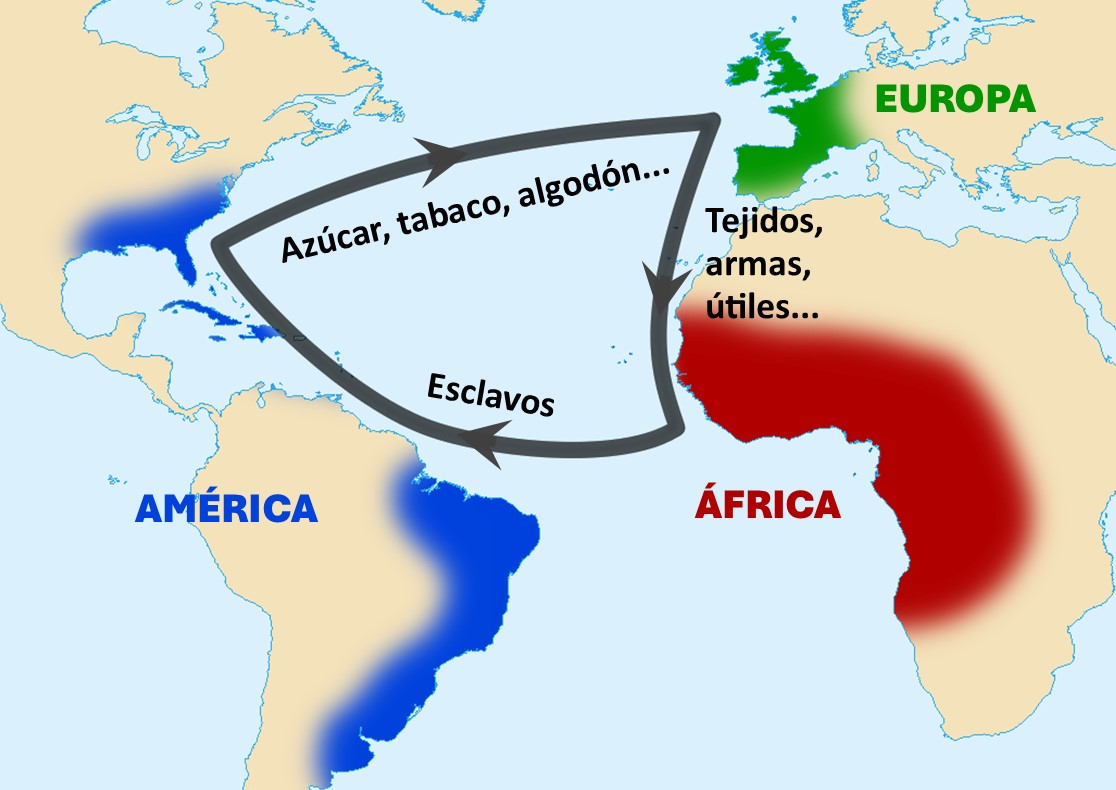
Mapa del comercio triangular atlántico.

El barco fue luego comprado por otra empresa danesa, que le cambió el nombre a Fredensborg en honor a Fort Fredensborg, una de las estaciones comerciales Dano-Noruegas de la Costa de Oro danesa. Sus dueños la pusieron bajo el mando del capitán Espen Kiønigs.
La tripulación embarcó en Copenhague el 24 de junio de 1767 y llegó a la costa de África occidental el 1 de octubre. Se recogió un cargamento de esclavos en Fort Christiansborg y Fort Fredensborg, y el barco zarpó hacia las Indias Occidentales danesas el 21 de abril de 1768. Llegó a Saint Croix el 9 de julio, donde se descargó el cargamento de esclavos. Había embarcado a 265 esclavos y desembarcado 235, con una tasa de pérdida del 11%. De la tripulación de 40, 12 habían muerto en el camino con una mortalidad del 30%. En algún momento, Johan Frantzen Ferentz reemplazó a Kiønigs como capitán. Luego zarpó hacia su casa el 14 de septiembre.

## Hundimiento
El 1 de diciembre de 1768, el Fredensborg se hundió en una tormenta frente a la isla de Tromøya, cerca de Arendal, Noruega.
El pecio fue descubierto por tres buzos en septiembre de 1974, Leif Svalesen, Tore Svalesen y Odd Keilon Ommundsen. Más tarde, Leif Svalesen trabajó extensamente para documentar el barco y su historia.